# Наваб Капур Сінґх
Наваб Капур Сінґх (пенджаб. ਨਵਾਬ ਕਪੂਰ ਸਿੰਘ; 1697–1753) — джатедар (очільник) сикхської конфедерації у 1734—1748 роках. Також відомий як Капур Сінґх Файзуллапурія

## Життєпис
Походив з джатського клану Вірк. Син Даліп Сінґха. Народився 1697 року в селі Калоке (неподалік сучасного Шекхупури) в Пенджабі. Виховувався в традиціях та віруваннях сикхів. 1721 року пройшов амріт-ініціацію на великому зібранні, яке відбулося в Амрітсарі у свято байсакхі. Відтоді став членом хальси (громади сикхів).
Приєднався до війська на чолі із джатедаром Дарбарою Сінґхом. Очолив невеличкий партизанський загін, що здійснював напади на могольських вояків та купців. Швидко здобув авторитет серед сикхів. 1733 року Закарія-хан, назим Лахорської суби, запропонував сикхам джаґір в 1 лакх (100 тис. рупій) та титул наваба. Оскільки Дарбара Сінґх відмовився, то вирішили запитати «Гуру Грантх Сахіб», відкривши її навмання, де було записано «Вождем гідний лише той, хто служить більше інших». Оскільки, залегендою, лише Капур Сінґх не брав участі в обговоренні, а обмахував товаришів віялом, то вибір впав на нього. Джаґір Капур Сінґх складався з 3 парганів (групи сіл) Діпалпур, Канганвал і Джабал.
1734 року після смерті Дарбари Сінґха обирається джатедаром сикхів та співджатедаром Акал Тахта (судово-цивільного управління) хальси. Завершив військовеоформлення сикхської конфедерації. Розділив військо (дал) на будда-дал («військо старих») і таруна-дал («військо молодих»). Кожне з двох військ було, своєю чергою, поділено 5 загонів (джата) на чолі із Діп Сінґхом, Карам Сінґхом і Дхарам Сінґхом, Кахан Сінґхом і Бінод Сінґхом Гойндвалським, Дасаундхом Сінґхом з Кот Будхи, Вір Сінґхом Рангрета і Джіваном Сінґхом. Кожна джата складалося з 2 тис. вояків і мало власні барабан та прапор. Будда-дал тепер відвовідало за захист святих місць сикхів зі ставкоюв Амрітсарі, а військовими операціями займалася переважно таруна-дал. На її чолі Наваб Капур Сінґх поставив Харі Сінґха з титулом сердар.
1735 року сприяв прийняттю зборами сикхів негативної відповіді на пропозицію Закарія-хана увійти до складу могольського війська. Невдовзі в Барі-Доабі (міжріччя Раві і Біаса) почалися сутички між загонами таруна-дали і моголами на чолі із Лакхпат Раї, диваном Лахорської суби. Бойовідії мали перемінний успіх. У відповідь Закарія-хан наказав захопити Амрітсар. Капур Сінґх втратив свій джаґар, відступивши до Мальви, де отримав допомогу від сардара Ала Сінґха. Боротьба з монгольськими військами поновилася. 1736 року біля Амрітсару будда-дал зазнала поразки, але біля Лахору Капур Сінґх здобув перемогу.
1739 року Капур Сінґх наказав в долині річки Чинаб атакувати малими групами перські війська Надир Шаха, що повертався з величезною здобиччю після індійського походу. У відповідь Закарія-хан посилив репресії проти сикхів. Капур Сінґх відступив до гір Шивалік, звідки відправляв загони. Джатедар розробив план захоплення Закарія-хана. З загоном у 2 тис. вояків, замаскованих під моголів, він увійшов до Лахора і пішов до мечеті Шахі, де, згідно з отриманою розвідкою, очікувався субадар. Але Закарія-хан мечеть не відвідав. Тому було здійснено напади на вояків, купців та мул.
У 1745 році, після смерті Закарія-хана, Капур Сінґх перейшов у наступ. Тогож року на свято дівалі сікхи масово зібралися в Амрітсарі і винесли колективне рішення (гурмата), яке підтримало пропозицію джатедара створити вже 25 джатха десь по 100 вояків. Невдовзі поновилася боротьба проти Ях'я-хана, нового назима Лахорської суби. 1746 року вдалося завдати монголам поразки біля Емінабаду. У відповідь Ях'я-хан заборонив читання «Гуру Грантх Сахіб» та наказав знищити усі її примірники. Невдовзі різні джатхи зазнали поразок, оскільки переважно діяли самостійно. В результаті 7—8 тис. сикхів загинуло, а ще близько 3 тис. було страчено.
Водночас Наваб Капур Сінґх захопив село Файзуллапур (біля Амрітсару), яке перейменував на Сінґхпур. 1747 року скористався боротьбою могольського субадар Шах Наваз-хана проти афганського володаря Ахмед-шаха для захоплення Амрітсару. Неподалік наказав спорудити фортецю Рам Рауні. 1748 року переконав сардарів найбільших джатхів відродити єдине військо (Дал Хальсу), оскільки джатхів на той час загалом було 65 й вони продовжували збільшуватися шляхом поділу. З метою більш ефективної боротьби з ворогом Капур Сінґх збільшив джатхи, звівши їх до 11 (6 — з будда-дала, 5 — таруна-дала). Кожен новий загін отримав назву місаль. Того ж року зрікся влади на користь Джасси Сінґха.
Капур Сінґх керував власним місалем — Сінґхпурією. 1750 року  на нетривалий час опанував Лахором. На момент смерті 1753 року він мав фактичне власне князівство, яке спадкував його небіж Хушал Сінґх.

## Характер
Був вірним настановам сикхізм, стежив за згуртованістю хальси (громади). Того із сикхів, що казав погано про інших сикхів, відправляв на важкі роботи. Відомий як відважний вояк, який за життя отримав 43 поранення.